# Tephritis thoracica
Tephritis thoracica är en tvåvingeart som beskrevs av Malloch 1931. Tephritis thoracica ingår i släktet Tephritis och familjen borrflugor. Inga underarter finns listade i Catalogue of Life.